# Hnutí České děti
Hnutí České děti byla opoziční politická iniciativa v socialistickém Československu, kterou lze charakterizovat jako „monarchisticko-anarchistické“ hnutí.

## Historie
Vzniklo na jaře 1988. Aktivně se podílelo na opozičním politickém dění, např. vydáním a distribucí letáků s výzvou k demonstraci na výročí invaze vojsk Varšavské smlouvy do Československa (21. srpna 1988), či na organizaci manifestace v den výročí Všeobecné deklarace lidských práv.
V květnu 1988 se hnutí České děti proslavilo uveřejněním svého Manifestu v Rudém právu, v němž vyhlásila obnovu Českého království. Komunistická cenzura článek záměrně nestáhla z tisku, neboť počítala s tím, že se autoři a jejich hnutí článkem sami zdiskreditují. Výsledek však byl, jako v mnoha jiných případech, zcela opačný. Manifest, hlásající v prostředí uniformní doby normalizace obnovu Českého království, měl kladný ohlas.
Iniciativu v 80. letech 20. století založil historik a spisovatel Petr Placák. Ten je jednou z hlavních postav Palachova týdne, když se v lednu 1989 pokusil uctít památku Jana Palacha a položit květiny k pomníku sv. Václava. Za to byl podmíněně odsouzen. Tento představitel nejmladší generace disidentů patřil v 80. letech k nejradikálnějším protikomunistickým bojovníkům. Byl mnohokrát zatčen.
Pro propagaci monarchistických myšlenek v nových společenských podmínkách po sametové revoluci vznikla v okruhu Českých dětí, jež byly spíše neformální skupinou, Koruna Česká, monarchistické hnutí Čech, Moravy a Slezska. Jejím prvním představeným se stal Dalibor Stejskal, zatímco Petr Placák se stal členem představenstva. Koruna Česká byla slavnostně založena 25. listopadu 1990 v pražském Realistickém divadle.

## Program hnutí
28. května roku 1988 České děti zveřejnily manifest Návrat krále, v němž stojí mj.: 
„My, české děti, vyhlašujeme, že Svatováclavská koruna, České království trvá. Připravujeme se na příchod nového krále, což je náš nejvyšší cíl. Král z boží milosti je Bohu odpovědný za svou zemi a za svůj lid! ... Král je záštitou slabých proti mocným a bohatým! Království není vláda menšiny na úkor většiny či vláda většiny na úkor menšiny, království není vláda několika tisíc hrabivců, samozvanců, darmožroutů a parazitů země a národa. Království je posvátné. … Královská vláda budiž taková, jakou si zvolí lid. Jestliže si zvolí komunistickou, bude komunistická. My jsme však přesvědčeni, že vláda nemusí mít, ba nemá mít žádný politický program. Je buď dobrá, nebo špatná. Navrhujeme přechod politických stran do oblastí kulturně zábavných či mezi charitativní sdružení apod.“
Manifest podepsalo 28 signatářů, mezi jinými Ivan Martin Jirous, Petr Placák (mluvčí), Andrej Stankovič, či Jáchym Topol. České děti připomněly, že české království trvá a návrat krále je nejvyšším cílem.
Požadavek na obnovení monarchie v době „perestrojky“ šokoval jak tehdejší mocenské struktury, tak i disidentské kruhy.

## Časopis Koruna
Opoziční hnutí České děti vydávalo časopis Koruna, který v roce 1988 založil Petr Placák a jeho spolupracovníci. Celkem byla v roce 1989 vydána tři čísla.
Všechny články z časopisu Koruna byly v roce 1995 zveřejněny v interní publikaci Ústavu pro soudobé dějiny AV ČR Nezávislá iniciativa České děti (1988-1989). Dokumenty připravila Jana Svobodová. Aktivitám Českých dětí se jejich zakladatel podrobně věnoval v knize Fízl, která vyšla v roce 2007.
Elektronická verze časopisu Koruna byla připravena ve spolupráci s knihovnou Libri prohibiti, kde jsou uloženy originály všech čísel.
Vedle obou zmíněných iniciativ tu bylo i mnoho dalších, jako:
- Mírový klub Johna Lennona
- Nezávislé mírové sdružení
- Společnost za veselejší současnost
- Kruh přátel československo-polské solidarity

a další např. ekologická sdružení.
„Tyto skupiny výrazně přispěly k pádu totalitního režimu, aktivizovaly společnost a soustavně znepokojovaly establishment. V České republice se občas objevuje názor, že k pádu režimu došlo při studentské demonstraci 17. listopadu 1989 a při následných stávkách, ovšem je třeba říci, že tento den byl jen vyvrcholením demonstrací a manifestací z předchozích let a měsíců. Kdyby nebylo nezávislých iniciativ, neměly by se listopadové protesty o co opřít.“
Adam Drda, redaktor Rádia Česko[zdroj⁠?!]